# Carl-Erik Hammarén

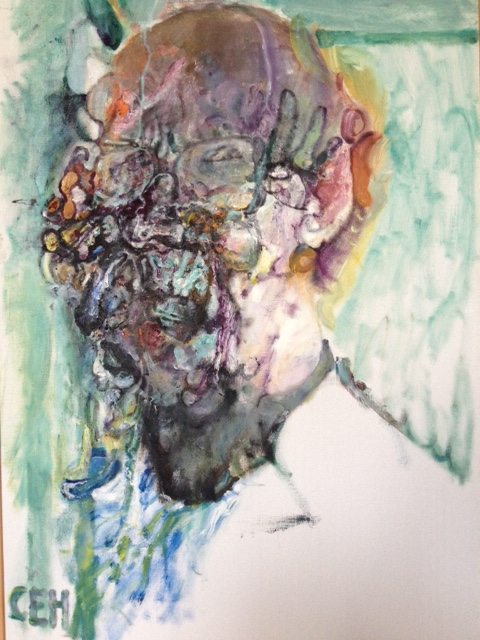
Carl-Erik Hammarén, Självporträtt, 1980-tal

Carl-Erik Pontus Hammarén, född 23 mars 1922 i Stockholm, död 6 november 1990 i Vasa församling i Göteborg, var en svensk målare, skulptör, konsthallsintendent och författare. Han var son till teaterchefen Torsten Hammarén och skådespelaren Anna Hammarén samt bror till teaterförläggaren Per-Thorsten Hammarén och författaren Carl Hammarén. Carl-Erik Hammarén var intendent för Göteborgs konsthall 1961–1971 och huvudlärare vid Hovedskous målarskola i Göteborg från 1972.

## Biografi
Carl-Erik Hammarén studerade konst på Slöjdföreningen 1939–1942, vid Valands målarskola i Göteborg 1942–1945, på Konstakademien i Stockholm 1945–1950, samt i London och Paris 1950–1955.
1961 fick Hammarén tjänsten som konsthallsintendent vid Göteborgs konsthall. Han kom att förändra konsthallen genom att bredda verksamheten. Med tematiska samlingsutställningar som med tiden fick politisk udd och med jazz- och pop-konserter lockades nya stora besökarskaror och framförallt en yngre publik. Flera internationellt stora namn presenterades också under Hammaréns ledning. Separat visades bland andra Jackson Pollock liksom Jean Fautrier 1963 och Joan Miró 1968. En av flera uppmärksammade grupputställningar var 6 italienare 1963 med Lucio Fontana, Alberto Burri, Giuseppe Capogrossi med flera. 
Festivalen KomKom, 8–14 juni 1970, var ett genreöverskridande evenemang som blandade bild, musik, film och teater. Bland annat gavs en konsert på Götaplatsen. Festivalen hölls samtidigt som Festen på Gärdet i Stockholm. Musikgrupperna Gunder Hägg och Love Explosion kom att spela på båda festivalerna. KomKom utlöste en hetsig debatt i pressen om vad en konstinstitution skulle ägna sig åt. Vid den här tiden hade huvudmannaskapet för konsthallen övertagits av kommunen, från Göteborgs Konstförening. Konsthallen organiserades in under Göteborgs konstmuseum. Motsättningar kom att uppstå mellan Hammarén och konstmuseets ledning gällande innehåll och marknadsföring av konsthallens verksamhet. Det kontroversiella evenemanget KomKom hamnade strax i skuggan av utställningen Skräck som presenterades samma år. Skräck blev synnerligen omtalad inte minst för att polisen på order av kammaråklagare Erik Ekströmkonfiskerade en utmanande, obscen målning av konstnären Peter Dahl, snart känd som "Sibyllamålningen". Målningens korrekta titel är Liberalismens genombrott i societeten. Den ingick i den satiriska sviten Drömmar i soffhörnet. Konstverket stämplades som sedlighetssårande. Skräck blev konsthallens mest uppmärksammade utställning någonsin.
Vid påföljande förhandling vid Göteborgs rådhusrätt förklarades intendent Hammarén, på sannolika skäl misstänkt för sårande av tukt och sedlighet. Den beslagtagna målningen utgjorde själva bevismaterialet. Åtalet mot Hammarén lades omsider ner. Förutom all den uppmärksamhet som utställningen framkallade i media, resulterade den i fördjupade motsättningar mellan museiledningen och Hammarén, och snart därefter manövrerades han bort från tjänsten. 1972 tog Hammarén över som huvudlärare och biträdande skolchef på Hovedskous målarskola där han arbetade fram till sin död. Hammarén avled hastigt i november 1990, just som en omfattande retrospektiv utställning med honom öppnats på Göteborgs Konsthall. Han är begravd på Västra kyrkogården i Göteborg.

## Konstnärskap
Som målare gjorde Hammarén sig mest känd för sina porträtt, däribland ett flertal självporträtt, modellstudier och landskap. Inledningsvis var han även verksam som skulptör. Konstnärskapet genomgick en tydlig utveckling. En tid av geometriskt präglade landskapsstudier och porträtt övergick under sextiotalet till ett spontant och närapå abstrakt expressionistiskt måleri. Under 1970- och 1980-talen var det främst hans kraftfulla självporträtt som väckte publikens intresse .
Carl-Erik Hammarén finns representerad vid bland annat Moderna museet och Nationalmuseum i Stockholm, Göteborgs konstmuseum, Statens porträttsamling Gripsholm, Bonniers porträttsamling på Nedre Manilla, Norrköpings konstmuseum och Institut Tessin i Paris. Han har skrivit två böcker: En samling dagboksanteckningar 1958, med titeln Främling i Frankrike samt en monografi över skulptören Martin Holmgren 1964 i serien Bonniers små konstböcker. Hammarén har givit namn åt Carl-Erik Hammaréns Backe vid Konstepidemin i Göteborg.